# Karl-Hans Laermann
Karl-Hans Laermann (* 26. Dezember 1929 in Kaulhausen, Kreis Erkelenz; † 26. Juni 2024 in Mönchengladbach) war ein deutscher Bauingenieur, Hochschullehrer und Politiker (FDP). Er war von 1974 bis 1998 Mitglied des Deutschen Bundestages und von Februar bis November 1994 Bundesminister für Bildung und Wissenschaft. Ab 1974 lehrte er als Professor für Baustatik an der Bergischen Universität Wuppertal.

## Ausbildung und Beruf
Nach dem Abitur 1950 absolvierte Laermann ein Studium des Bauingenieurwesens an der RWTH Aachen, das er 1955 als Diplom-Ingenieur beendete. Er war dann zunächst für verschiedene Baufirmen tätig. 1963 erfolgte seine Promotion zum Dr.-Ing. mit der Arbeit Beitrag zur Theorie der Statik von Rahmen- und Rosttragwerken sowie die Aufstellung der Programme für elektronische Rechnungen und 1966 schließlich seine Habilitation mit der Arbeit Spannungsoptische Methoden zur Lösung elastizitätstheoretischer Aufgaben im Bauwesen. Danach war er als Dozent für experimentelle Statik an der Rheinisch-Westfälischen TH Aachen tätig. 1971 erfolgte seine Ernennung zum Wissenschaftlichen Rat und Professor in Aachen. 1974 nahm er den Ruf der Bergischen Universität Wuppertal als ordentlicher Professor für Baustatik im Fachbereich D – Abteilung Bauingenieurwesen an.

## Partei
Seit 1968 war Laermann Mitglied der FDP. Von 1981 bis 1994 war er Vorsitzender des Bundesfachausschusses für Forschung und Technologie der FDP.

## Abgeordneter
Von 1974 bis 1998 war Laermann Mitglied des Deutschen Bundestages. Hier war er von 1977 bis 1994 stellvertretender Vorsitzender des Ausschusses für Forschung, Technologie und Technikfolgenabschätzung.
Unterlagen über seine Tätigkeit als Mitglied des Deutschen Bundestages sowie für die FDP aus den Jahren 1974 bis 1999 befinden sich im Archiv des Liberalismus der Friedrich-Naumann-Stiftung für die Freiheit in Gummersbach.

## Öffentliche Ämter
Am 4. Februar 1994 wurde Laermann als Nachfolger des zurückgetretenen Rainer Ortleb zum Bundesminister für Bildung und Wissenschaft ernannt. Nach der Bundestagswahl 1994, bei der die FDP an Stimmen verlor, wurde „sein“ Ministerium Teil des neu gegründeten „Zukunftsministeriums“ für Bildung, Wissenschaft, Forschung und Technologie unter der Leitung von Jürgen Rüttgers, so dass Laermann schon am 17. November 1994 wieder aus der Bundesregierung ausschied.

## Sonstiges Engagement
Von 1984 bis 2011 war er Mitglied, zeitweise stellvertretender Vorsitzender des Kuratoriums der Friedrich-Naumann-Stiftung für die Freiheit. Dabei war er von 1997 bis 2011 Vorsitzender des Programmausschusses des Kuratoriums. Zudem war er Mitglied des Kuratoriums der Wolfgang-Döring-Stiftung.

## Ehrungen
- 1982: Verdienstkreuz 1. Klasse der Bundesrepublik Deutschland
- 1985: Großes Verdienstkreuz der Bundesrepublik Deutschland
- 1996: Großes Verdienstkreuz mit Stern der Bundesrepublik Deutschland[8]